# Porotrichum brevifolium
Porotrichum brevifolium là một loài rêu trong họ Neckeraceae. Loài này được E.B. Bartram mô tả khoa học đầu tiên năm 1946.